# Pelochelys signifera
Pelochelys signifera là một loài rùa trong họ Trionychidae. Loài này được Webb mô tả khoa học đầu tiên năm 2002.